# Jesús Olmos
Pour les articles homonymes, voir Olmos.
Jesús Olmos Moreno, né le 20 juillet 1910 à Chihuahua (Mexique), où il est mort le 25 octobre 1988, est un joueur mexicain de basket-ball.

## Palmarès
- Troisième des Jeux olympiques d'été de 1936